# Diocesi di Punalur
La diocesi di Punalur (in latino Dioecesis Punalurensis) è una sede della Chiesa cattolica in India suffraganea dell'arcidiocesi di Trivandrum. Nel 2021 contava 29.114 battezzati su 4.026.740 abitanti. È retta dal vescovo Selvister Ponnumuthan.

## Territorio
La diocesi comprende l'intero distretto di Pathanamthitta e alcuni taluks dei distretti di Alappuzha e di Kollam nello stato indiano del Kerala.
Sede vescovile è la città di Punalur, dove si trova la cattedrale di Santa Maria.
Il territorio è suddiviso in 44 parrocchie.

## Storia
La diocesi è stata eretta il 21 dicembre 1985 con la bolla Verba Christi di papa Giovanni Paolo II, ricavandone il territorio dalla diocesi di Quilon.
Originariamente suffraganea dell'arcidiocesi di Verapoly, il 3 giugno 2004 è entrata a far parte della provincia ecclesiastica di Trivandrum.

## Cronotassi dei vescovi
Si omettono i periodi di sede vacante non superiori ai 2 anni o non storicamente accertati.
- Mathias Kappil † (21 dicembre 1985 - 12 marzo 2005 ritirato)
- Joseph Kariyil (12 marzo 2005 - 8 maggio 2009 nominato vescovo di Cochin)
- Selvister Ponnumuthan, dall'8 maggio 2009

## Statistiche
La diocesi nel 2021 su una popolazione di 4.026.740 persone contava 29.114 battezzati, corrispondenti allo 0,7% del totale.
| anno | popolazione | popolazione | popolazione | presbiteri | presbiteri | presbiteri | presbiteri                | diaconi | religiosi | religiosi | parrocchie |
| anno | battezzati  | totale      | %           | numero     | secolari   | regolari   | battezzati per presbitero | diaconi | uomini    | donne     | parrocchie |
| ---- | ----------- | ----------- | ----------- | ---------- | ---------- | ---------- | ------------------------- | ------- | --------- | --------- | ---------- |
| 1990 | 31.390      | 2.298.161   | 1,4         | 33         | 23         | 10         | 951                       |         | 12        | 160       | 2          |
| 1999 | 39.098      | 2.414.887   | 1,6         | 39         | 28         | 11         | 1.002                     |         | 17        | 223       | 5          |
| 2000 | 40.348      | 2.434.928   | 1,7         | 44         | 29         | 15         | 917                       |         | 28        | 230       | 8          |
| 2001 | 42.920      | 2.452.884   | 1,7         | 47         | 32         | 15         | 913                       |         | 26        | 225       | 8          |
| 2002 | 44.475      | 2.466.689   | 1,8         | 48         | 37         | 11         | 926                       |         | 23        | 215       | 9          |
| 2003 | 45.680      | 2.474.198   | 1,8         | 49         | 37         | 12         | 932                       |         | 33        | 220       | 9          |
| 2004 | 46.708      | 2.482.100   | 1,9         | 50         | 38         | 12         | 934                       |         | 22        | 232       | 10         |
| 2013 | 31.450      | 3.291.111   | 1,0         | 64         | 44         | 20         | 491                       |         | 67        | 263       | 41         |
| 2016 | 30.862      | 3.445.524   | 0,9         | 74         | 42         | 32         | 417                       |         | 63        | 267       | 42         |
| 2019 | 28.543      | 3.795.588   | 0,8         | 79         | 39         | 40         | 361                       |         | 63        | 273       | 43         |
| 2021 | 29.114      | 4.026.740   | 0,7         | 86         | 36         | 50         | 338                       |         | 72        | 256       | 44         |